# Bogoslav Šulek
Bogoslav Šulek (rođen kao Bohuslav Šulek; Sobotište (Okrug Senica), 20. travnja 1816. – Zagreb, 30. studenoga 1895.), bio je hrvatski jezikoslovac, leksikograf, književnik, novinar, publicist, polihistor, prosvjetitelj, povjesničar, popularizator znanosti i prirodoslovac. Isticao se svojim publicističkim i političkim radom te je najpoznatiji kao osnivač hrvatskoga znanstvenoga nazivlja. Slovačkoga je podrijetla.

## Životopis
Bogoslav Šulek rodio se u Sobotištu u današnjoj Slovačkoj, 1816. godine. Otac mu je bio Jan Šulek, evangelički župnik i učitelj u Mošovcima. Pučku školu pohađao je u Sobotištu, a evangelički licej u Požunu. Filozofsko-pravni i teološki studij završio je 1837. godine i počeo obavljati svećeničku službu u Sobotištu. Ne zaredivši se za pastora, zbog problema sa sluhom, te ne mogavši poći na studij u Jenu, u studenome 1838. godine dolazi bratu u Brod na Savi koji je tu bio vojnim liječnikom. Uspostavio je vezu s Ljudevitom Gajem u svibnju 1839. godine i od jeseni iste godine u Zagrebu je radio u tiskari Franje Župana. U tiskari Franje Župana radio je sljedeće tri godine i istodobno učio je hrvatski jezik.
U Gajevim izdanjima počeo je surađivati 1841. godine. Od 1844. do 1845. godine glavni je urednik nezakonitoga lista Branislav tiskanoga u Beogradu. Od 1846. godine uređivao je Gajeve Novine Horvatzke, od broja 113 1849. godine Slavenski jug a od 1850. godine Jugoslavenske novine. U pedesetim godinama jako je djelovao kao pisac popularnih priručnika, te objavljuje sljedeća djela: Naputak za one, koji uče čitati, Početnica za djecu, Prirodopis za niže škole, Biljarstvo za višje gimnazije i ine. Istodobno radio je na njemačko-hrvatskome rječniku. Opovrgavao je velikosrpska jezičnopolitička presizanja srpskoga jezikoslovca i folklorista Vuka Karadžića.
Kao politički utjecajna osoba, piše 1844. godine rad Šta naměravaju Iliri?, u kojemu iznosi mogućnosti ostvarivanja hrvatskih težnji u sklopu austrijske monarhije. Stavovi su mu pomirljivi, te će se kasnije poklopiti s postavkama austroslavizma.
Godine 1856. u časopisu Nevenu izlazi ključni Šulekov članak Srbi i Hrvati, na više od 30 stranica. Nepristranim se pristupom u kojemu se usklađuju povijest, književnost i filologija opovrgavaju velikosrpski stavovi koji prisvajaju svu štokavski napisanu književnost srpskomu jezičnomu korpusu. "Tko želi zanijekati existenciu jednomu narodu, taj treba da se dobro naoruža razlozi vadjenimi iz naravi stvari i svjedočanstvi vjere dostojnih povjestnikah". Primorski pisci nazivaju svoj jezik hrvatskim, tvrdi Šulek te navodi desetak i više djela u kojima se u naslovu spominje hrvatsko ime. Ne može se naći knjiga pisana glagoljicom ili latinicom u kojoj bi pisac svoj jezik zvao srpskim, pače i knjige pisane hrvatskom ćirilicom zovu svoj jezik hrvatskim ili slovinskim. Uostalom, kako bi ga hrvatski pisac i mogao nazvati srpskim, kada su u ono doba sve do najnovijega vremena Srbi pisali smjesom crkvenoga, ruskoga i srpskoga jezika, dok je štokavski jezik "sve do ovoga vieka samo kod Hrvata cvatio".
Od 1858. do 1865. godine uređivao je Gospodarski list. Jedan je od pokretača Pozora (1867.) Iznimno je plodan publicist i popularizator znanosti. Godine 1868. izdaje svoje najpoznatije političko djelo Naše pravice. Izbor zakonah, poveljah i spisah, znamenitih za državno pravo kraljevine dalmatinsko-hrvatsko-slavonske od god. 1202–1868. Akademik JAZU i njezin tajnik od 1874. godine do smrti. U doktora znanosti promaknut je 1867. godine obranivši doktorsku tezu na latinskom jeziku o Ruđeru Boškoviću koja je objavljena iste godine u Zagrebu pod naslovom M. R. J. Bošković, Disertatio inauguralis. Kad je 1861. godine hrvatski jezik, zamijenivši njemački, ponovno postao službenim, Šulek je predano radio na oblikovanju hrvatskoga stručnog i znanstvenog nazivlja, a nakon Hrvatsko-ugarske nagodbe (1868.) i hrvatskoga vojnoga nazivlja.
Pristaša jezičnih načela zagrebačke filološke škole, naglašeno sklon jezičnomu čistunstvu, posuđenice je zamjenjivao tražeći rješenja u hrvatskim narječjima, posuđujući iz slavenskih jezika. Najčešće iz slovačkoga i češkoga, ali i iz ruskoga i slovenskoga te oblikovanjem novotvorenica. Tako je došao u sukob s hrvatskim vukovcima zagovornicima takozvanog čistoga narodnog jezika koji su kritizirali njegove postupke, a njegova leksička rješenja podrugljivo zvali "šulekizmi". Unatoč tomu u hrvatskome su se jeziku do danas zadržali brojni nazivi koje je oblikovao Šulek, tako se bez pretjerivanja može reći kako je hrvatsko nazivlje na području društvenih i prirodnih znanosti, tehnologije i urbane civilizacije nezamislivo bez njega. Zahvaljujući tomu, Šulek spada u najuži krug najutjecajnijih hrvatskih jezikoslovaca u povijesti. Šulek je kao i svi drugi predstavnici zagrebačke filološke škole (Antun Mažuranić, Adolfo Veber Tkalčević, Vjekoslav Babukić i ostali) propisivao starije nastavke u oblicima množine, npr. genitiv jelenah (ili jelenov), dativ jelenom, lokativ o jelenih i instrumental jeleni.
Umro je u Zagrebu 1895. godine, a pokopan je na zagrebačkome groblju Mirogoju.

## Jezikoslovni prinos
Bogoslav Šulek napisao je više znanstvenih djela, no možda se iz jezičnoga pogleda najzanimljivijim čini njegovo popularno-znanstveno djelo Prirodni zakonik za svakoga iliti popularna fizika, izdano u tri knjige:
- I. – Priprema. Silarstvo (mehanika)
- II. – Vesarstvo (akustika) i
- III. – Svjetlarstvo (optika).

Te su knjige tiskane od 1873. do 1876. godine, a tiskalo ih je društvo sv. Jeronima u Zagrebu. Već na prvi pogled u tom se djelu može primijetiti velik dio riječi koje se danas smatraju iščezlim u govornom i pisanom smislu. Osim toga, Šulek u spomenuto djelo unosi vlastite riječi koje se odnose na stručne pojmove toga vremena. U djelu se, stoga, prožimaju Šulekova jezična domišljatost i riječi koje pripadaju starom leksiku. Šulek je usto mislio i na čitatelje te svoju knjigu približio i neukom pučanstvu, pišući jednostavnim i nepretencioznim stilom. U svome djelu vrlo korisne stvari koje se dotiču fizikalnih zakona objašnjava koristeći svoje novotvorenice. Izlažući umjerstvo (statiku) i kretstvo (dinamiku) objašnjava zašto se kola natovarena sijenom prevrću na stazi kojom prazna bez poteškoća prolaze i daje niz korisnih rješenja vezanih uz usporednik tj. paralelogram sila.
Šulek je u to vrijeme također bio zagovornik industrijskog osuvremenjivanja i razvitka, stoga u opširnom poglavlju o strojstvu (strojarstvu) objašnjava rad parnih strojeva, tada rijetke i prilično nove pojave. Kada su se u to vrijeme u Austro-Ugarskoj tek uvodile mjerne jedinice, Šulek je imao odgovor i na to. U njegovim su djelima mjer, stor i tez zamjenjivali današnji metar, ar i gram. Svoj je jezični opus crpio iz tvorbenih mogućnosti slavenskih jezika u koje je uvijek polagao naročito povjerenje za pronalaženje najboljeg jezičnog rješenja.
Njegova se nazivlja, ne samo znanstvena, i danas naširoko koriste. Primjerice, zahvaljujući Šuleku imamo riječi obujam (volumen), zračenje (radijacija), ozračje (atmosfera), kovine (metali), slitina (legura), toplomjer (termometar), tlakomjer (barometar), sredstvo (medij), dalekozor (teleskop), narječje (dijalekt), glazba (muzika), sustav (sistem), tvrtka (kompanija), zemljovid (karta)... Neke se njegove riječi nisu ukorijenile, no neke se ponovno uvode u pisanu riječ, poput riječi sitnozor za mikroskop koja je osmišljena po grčkom uzorku slično kao i dalekozor. Među tim riječima su i svjetlopis (fotografija), koji je koristio i sami Tin Ujević, stisljivost (kompresibilnost), spojitost (kontinuitet), raspružljivost (ekspanzivnost), suonitost (kohezija), prionitost (adhezija), bugačljivost (kapilarnost), vlasatice (kapilare), pružnost (elastičnost), rastegljivost (plastičnost), skrljivost (apsorpcija), ishlapnja (transpiracija), tvorivo (materijal), vatrenjača (vulkan), psoglavka (krokodil), jamast (konkavan), bokat (konveksan), prozračan (translucentan), itd. Bogoslav Šulek možda je najpoznatiji po svome prevođenju naziva kemijskih elemenata i drugih srodnih pojmova. U tom je segmentu u hrvatski uveo kisik, vodik i ugljik, a izmislio je i razne druge nazive kao što su: solik (klor), jedik (fluor), smrdik (brom), litik (litij), lužik (kalij), sodik (natrij), svjetlik (fosfor), vapnik (kalcij), težik (barij), gorčik (magnezij), glinik (aluminij), šarik (iridij), kremik (silicij), borik (bor), vonjik (osmij), bjesik (kobalt), žestik (molibden), smeđik (mangan), sičan (arsen), raztok (antimon). Za tvari je, primjerice, pisao da po svojoj nakupitosti (agregaciji) mogu biti krutci (krutine), tiječi (tekućine) i uzdušine (plinovi). U svakom slučaju, Bogoslav Šulek imao je veliki utjecaj na stvaranje i prihvaćanje novih nazivlja koja su bila u duhu hrvatskog jezika.

## Djela
Nepotpun popis:
- Šta naměravaju Iliri?, Beograd, 1844.
- Naputak za one koji uče čitati (Mala čitanka za početnike), Zagreb, 1850.
- Austrianski dàržavni ustav: (Konštitucia) / razložen Bogoslavom Šulekom., 1850. (D. Sagrak, Zagreb, 2000.)
- Naputak za one, koji uče čitati, 1850.
- Sto malih pripoviedakah, 1852.
- Početnica za děcu, 1853.
- Početnica za katoličke učionice u austrianskoj carevini, 1853.
- Prirodopis za nižje realne škole, Beč, 1856. (prijevod djela Naturgeschichte, Franza Xavera M. Zippea[10])
- Biljarstvo: za višje gimnazije, Beč, 1856.
- Biljarstvo: uputa u poznavanje bilja, 1856. – 1859.
- Deutsch-kroatisches Worterbuch – Němačko-hrvatski rěčnik, I. – II., Zagreb, 1860.
- Hrvatsko-ugarski ustav ili konstitucija, Zagreb, 1861. (D. Sagrak, Zagreb, 2015.)
- Korist i gojenje šumah, Zagreb, 1866.
- Naše pravice. Izbor zakonah, poveljah i spisah, znamenitih za državno pravo kraljevine dalmatinsko-hrvatsko-slavonske od god. 1202–1868., Zagreb, 1868.
- Prirodni zakonik za svakoga iliti Popularna fizika / napisao Bogoslav Šulek, 3 sv., Zagreb, 1873. – 1876. 
  - knj. 1: Priprema ; Silarstvo, 1873.
  - knj. 2: Vesarstvo: (sa slikami), 1875.
  - knj. 3: Svjetlarstvo: (sa slikami), 1876.
- Hrvatsko-njemačko-talijanski rječnik znanstvenoga nazivlja, osobito za srednja učilišta = Deutsch – kroatische wissenschaftliche Teminologie = Terminologia scientifica italiano – croata, I.– II., Zagreb, 1874. – 1875. (pretisak: Globus, Zagreb, 1990.)
- Najstariji tragovi čovjeka na zemlji / od Bogoslava Šuleka, Zagreb, 1876.
- Zašto Slaveni poštuju lipu, Zagreb, 1878.
- Jugoslavenski imenik bilja, Zagreb, 1879.
- Lučba za svakoga ili Popularna kemija: sa trideset i tri slike / napisao B. Šulek, Zagreb, 1881.
- Dr. Ivan Bleiweis Trsteniški: nekrolog / napisao Bogoslav Šulek, Zagreb, 1882.
- Hrvatski ustav ili konstitucija godine 1882. / razložio Bogoslav Šulek, Zagreb, 1883.
- Naš napredak u prirodnih znanosti za minulih 50 godinah / napisao Bogoslav Šulek, Zagreb, 1886.
- Antikritika razprave o području materijalizma / Anti Baueru odgovara Bogoslav Šulek, Zagreb, 1889.

## Nagrade
- 1872. – 1874.: Nagrada iz zaklade Ivana N. grofa Draškovića, za djelo Prirodni zakonik za svakoga iliti popularna fizika. Tri (I-III.) knjige.[11]

## Vanjske poveznice
- Bogoslav Šulek, Srbi i Hrvati, 1, 2, 3, 4
- Bogoslav Šulek, Deutsch-kroatisches wörterbuch
- Bogoslav Šulek, Hrvatsko-Ugarski ustav ili konstitucija
- Bogoslav Šulek, Jugoslavenski imenik bilja
- Elektroničko izdanje knjige: Bogoslav Šulek, Lučba za svakoga ili popularna kemija. Sa trideset i tri slike  Arhivirana inačica izvorne stranice od 18. travnja 2019. (Wayback Machine) Elektronička izdanja Matice hrvatske. Edicija besplatnih publikacija  Arhivirana inačica izvorne stranice od 18. travnja 2019. (Wayback Machine), Niz digitalnih preslika - Poučna knjižnica MH, urednik Josip Brleković.
- Bogoslav Šulek, Šta naměravaju Iliri?, elektroničko izd. izvornika objavljenog 1844., Knjižnice grada Zagreba, Zagreb, 2015.
- Bogoslav Šulek, Hrvatsko-njemačko-talijanski rječnik znanstvenoga nazivlja I, II
- Bogoslav Šulek, Naše pravice- izbor zakonah, poveljah i spisah, znamenitih za državno pravo kraljevine hrvatsko-dalmatinsko-slavonske 1202-1868.
- Igor Gostl, Bogoslav Šulek, otac hrvatskoga znanstvenoga nazivlja  Arhivirana inačica izvorne stranice od 31. kolovoza 2017. (Wayback Machine), Radovi Leksikografskoga zavoda »Miroslav Krleža«, knj. 5, Zagreb, 1996., str. 9. – 58.